# Vasúti közlekedési módok
A kötöttpályás közlekedési eszközök megjelenési formáit alapvetően négy csoportba oszthatjuk:

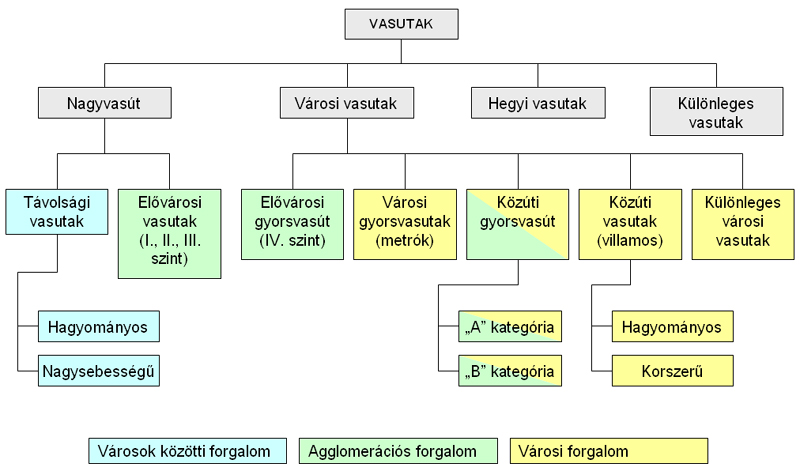
A vasutak rendszerezése

- Nagyvasutak: lényegében klasszikus felépítményen (zúzottkő ágyazatú – keresztaljas, illetve betonlemezes pályaszerkezeten), mozdonyvonat vagy motorkocsis üzemmódban közlekedő vasút, amely a legelterjedtebb hálózatait alkotja a kötöttpályás közlekedésnek.
- Városi vasutak: A város határain belül, illetve a városkörnyéki forgalomban üzemelő vasutak, amelyek kialakítása, szolgáltatásai eltérnek a nagyvasútétól.
- Hegyi vasutak: a hagyományos vasúttól eltérő kötöttpályás közlekedési módok, amelyek elsősorban a hegyvidéki közlekedést szolgálják (fogaskerekű vasutak, siklók, kötélpályák).
- Különleges vasutak: a közlekedés alapelemeiben (pálya, jármű, energiaellátás, állomások), illetve üzemvitelben térnek el a normál vasutaktól.

A kiszolgált területek szempontjából három csoportot különböztethetünk meg:
- Városok közötti forgalom: elsősorban a közép-, és nagy távolságú utazási igényeket kielégítő üzemek.
- Agglomerációs forgalom: az agglomeráció és az agglomeráció központja közti utazásokat biztosító üzemek.
- Városi forgalom: a városok határain belül jelentkező mobilitási igényeket kiszolgáló vasutak.

## Nagyvasút
- Távolsági vasutak: Települések közötti forgalmat lebonyolító vasutak. Két főbb csoportjukat különböztethetjük meg:
  - Hagyományos: villamos vagy dízel (régebben gőz) vontatású vasutak, amelyek sebessége nem haladja meg a 200 km/h-t.
  - Nagysebességű: villamos vontatású vonatok, amelyek jellemzően 200–250 km/h feletti sebességgel (is) közlekednek. Kizárólag személyszállítás területén alkalmazott közlekedési mód.
- Elővárosi vasutak I., II., III. szint: Lásd lejjebb.

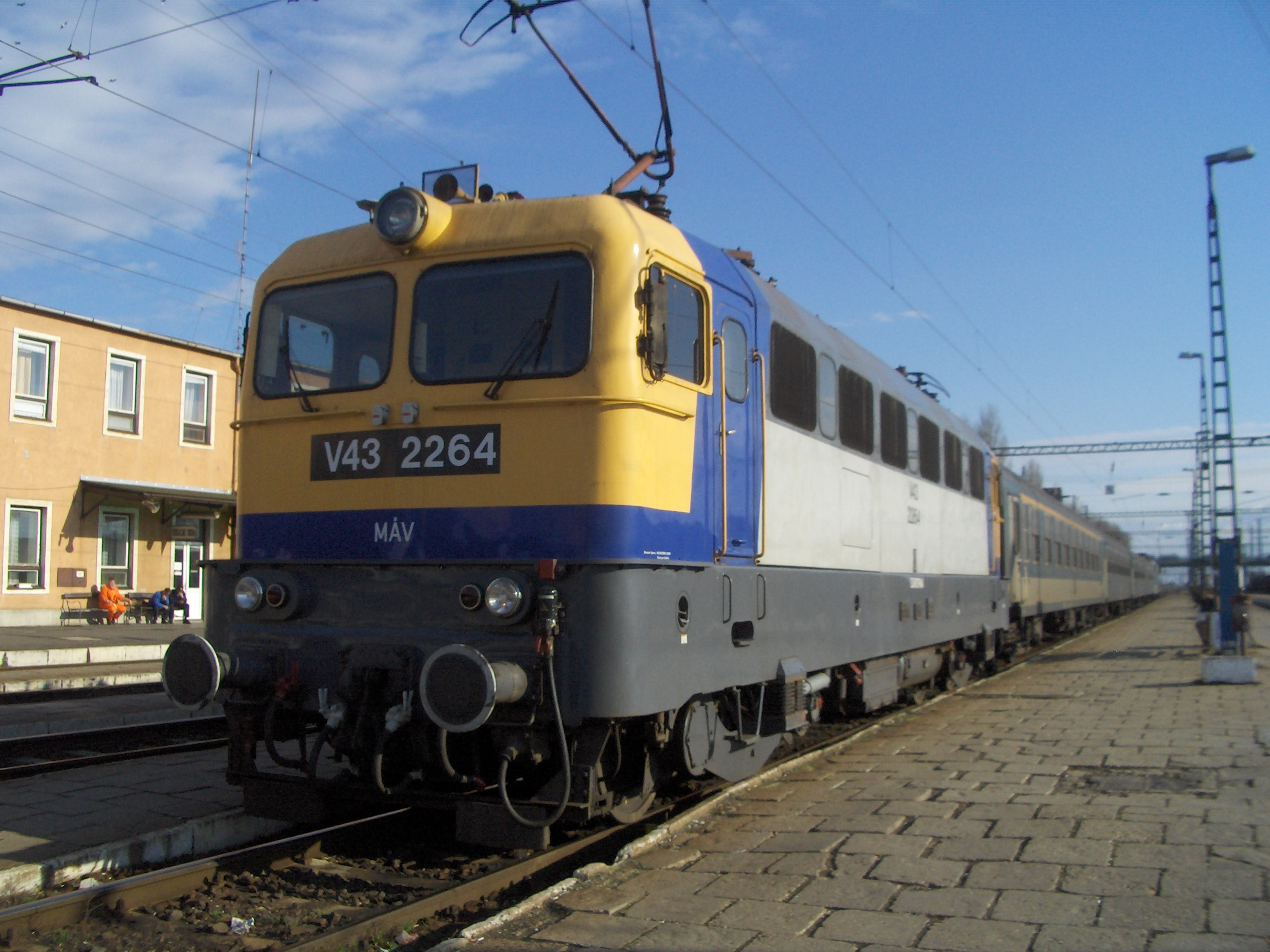
Egy V43-as villamos mozdony vontatta szerelvény
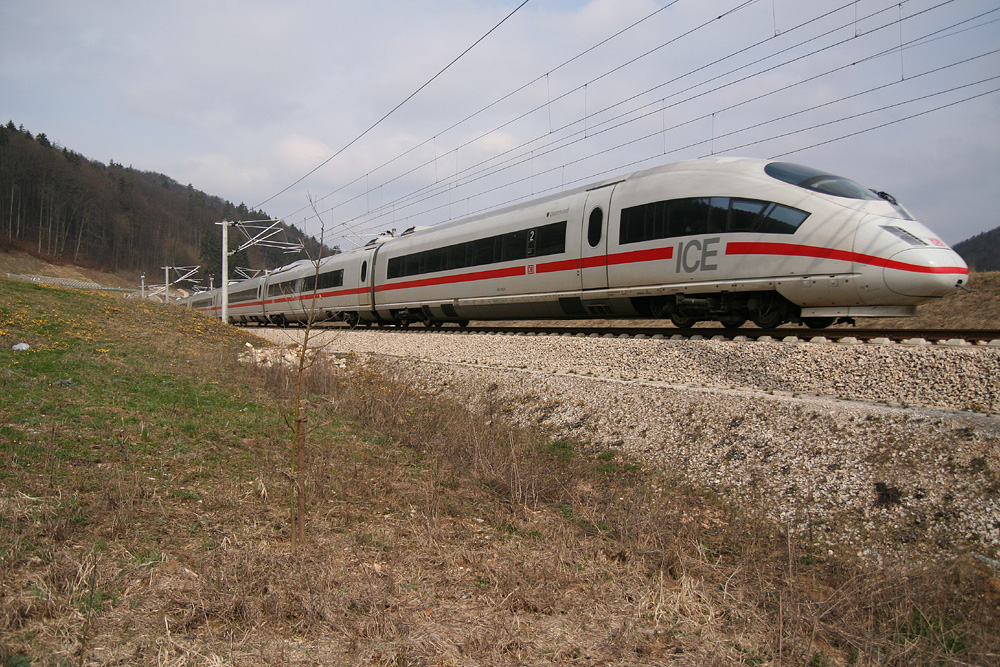
ICE 3 németországi nagysebességű motorvonat Vmax=330 km/h

## Elővárosi vasutak
Ugyan az elővárosi vasutak, mint nagyvasút illetve a városi vasutak formái jelennek meg, de mégis külön szoktunk velük foglalkozni, mivel egy jól körülhatárolható feladatkört látnak el. Az agglomerációs forgalmi igényeket kielégítő vasutak esetében négy szintet különböztethetünk meg:
- Elővárosi vasút I. szint: A környéki forgalmat a távolsági közlekedés céljaira szolgáló vonatokkal bonyolítja le (például: Budapest – Hegyeshalmi vasútvonal főváros környéki szakasza).
- Elővárosi vasút II. szint: A környéki forgalmat a távolsági vonatokkal azonos jellegű, egyik végén vezetőállással ellátott ún. ingavonatokkal szolgálja ki (például: Budapest – Cegléd, Budapest – Újszász vonalszakaszokon).
- Elővárosi vasút III. szint: A környéki forgalom igényeit a távolsági közlekedéssel azonos pályán, de az elővárosi közlekedés sajátosságait figyelembevevő üzemviteli módszerekkel (ütemes menetrend) rövidebb, nagy gyorsító képességű motorkocsis szerelvények elégítik ki (például: Budapest–Szob-vasútvonal).
- Elővárosi gyorsvasutak (IV. szint): a városi agglomeráció különböző pontjai és a városok között teremtenek gyorsvasúti jellegű kapcsolatot. A városok területén a nagyvasúttól független üzemben közlekednek. Német nyelvterületen S-Bahn elnevezéssel számos városban üzemel, pl.: Bécs, Berlin, Zürich stb. Budapesten agglomerációjában az országos vasúthálózattól elkülönülten üzemelő elővárosi vasút a Budapesti helyiérdekű vasút (HÉV).

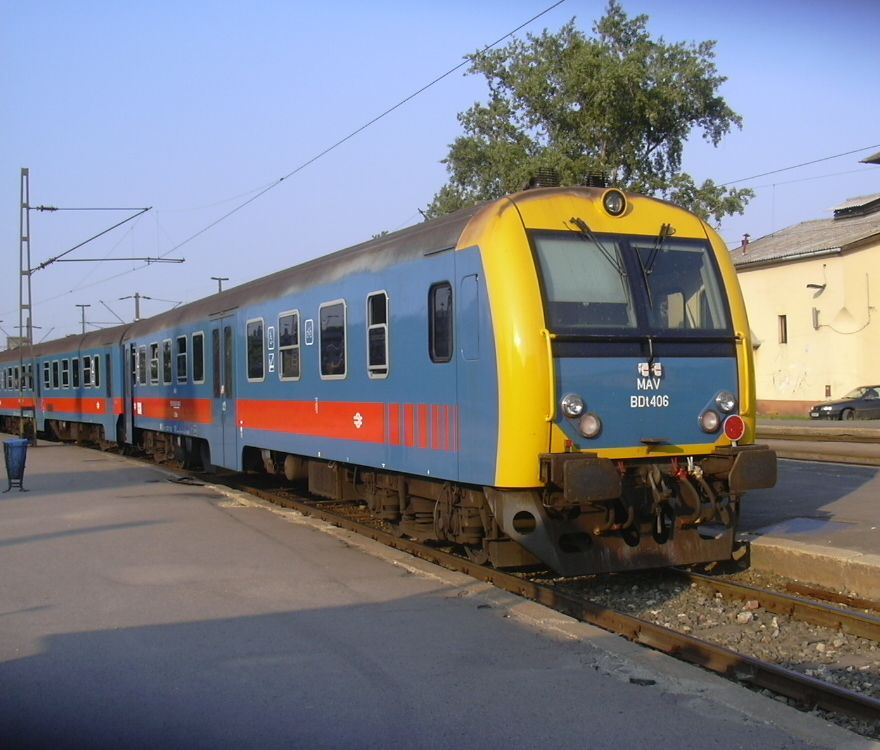
Egy ingavonat vezérlőkocsija (II. szint)
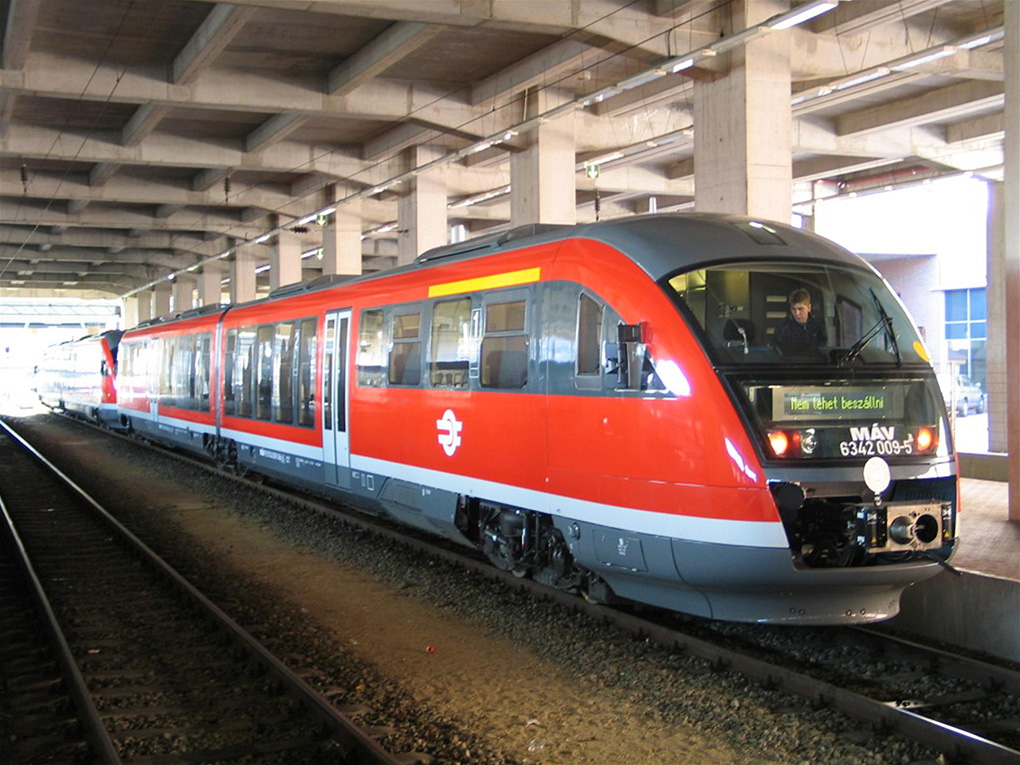
MÁV Desiro (III. szint)
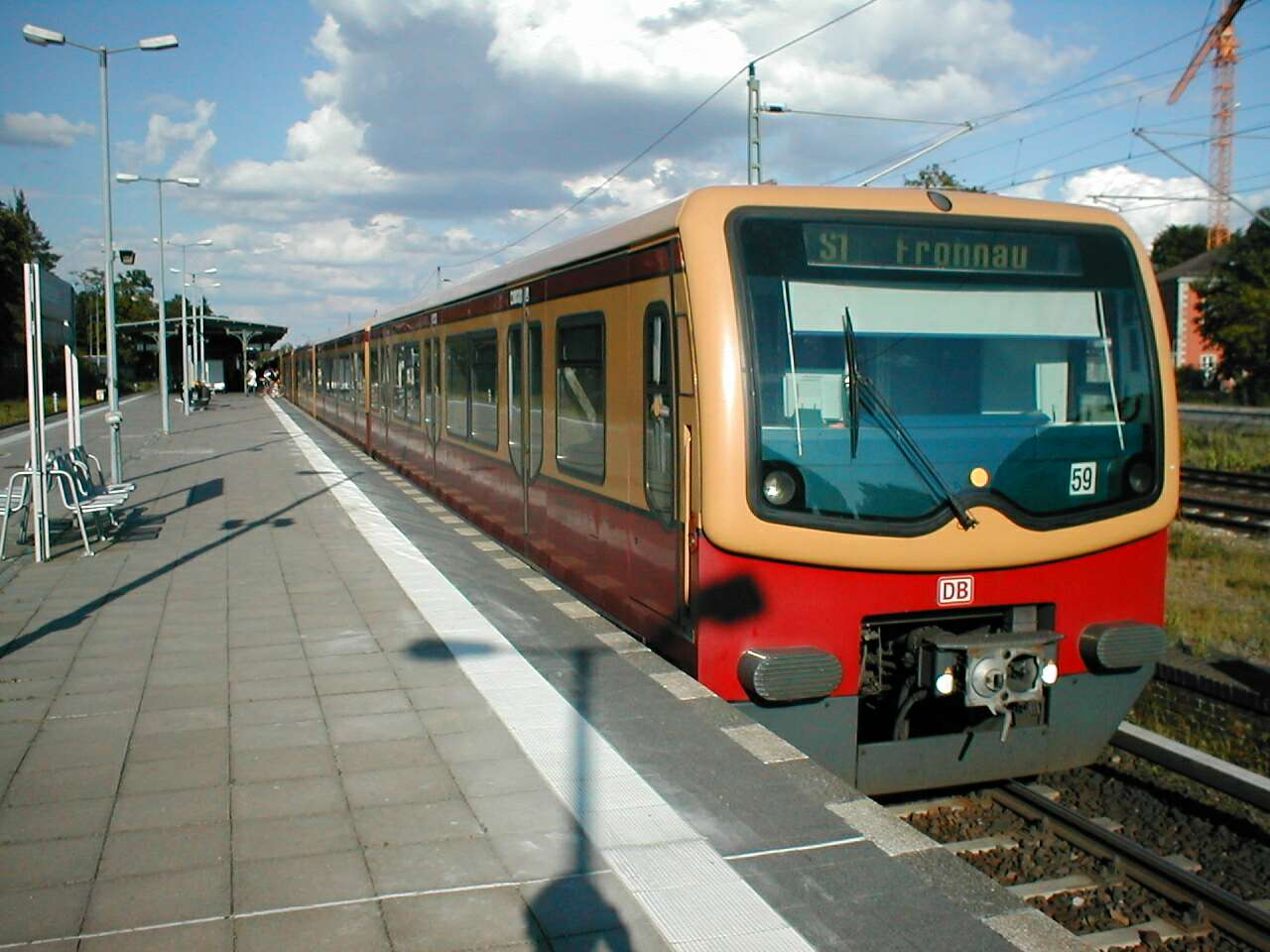
Berlini S-Bahn (IV. szint)

## Városi vasutak
A városi vasutak elsősorban a városok határain belül, de helyenként az agglomerációban is üzemelő vasutak, amelyeknek klasszikusan öt típusát különböztetjük meg:
- Közúti vasút (villamos): általában a városok területén belül, elektromos energiával üzemelnek (550, 600, 750 V egyenáram, felső vezetékes betáplálás). Nem függetlenek a közúti forgalomtól. A közúti vasúti szerelvények megengedett legnagyobb sebessége általában 50 km/h, ettől külső városrészeken, burkolat nélküli vonalszakaszokon külön rendelkezés szerint esetenként eltérhetnek (maximálisan 70 km/h). A közúti villamosvasútra a viszonylag rövid megállóhely távolság (3–400 m), egy-egy viszonylaton belül a 3-12 perces követési idő jellemző. A közúti vasúti járművek (villamos) a veszélyes közúti kereszteződésekben térközbiztosító-berendezés (fedezőjelző) segítségével közlekednek. Ezek a jelzők biztosítják a villamospálya elsőbbségét a közúttal szemben. A közúti vasút két csoportját különböztethetjük meg:
  - Hagyományos közúti vasút
  - Korszerű közúti vasút
- Városi gyorsvasút (metró): a városok területén belül üzemelő vasutak, amelyek forgalmát gyalogosok, illetve egyéb vasúti, vagy közúti járművek nem befolyásolják. A gyorsvasutak környezetüktől elzárt zárt pályán üzemelnek, forgalmukra a sűrű vonatkövetési idő (minimálisan 2-5 perc), a szerelvények dinamikus mozgása és nagy végsebessége (80–120 km/h) jellemző. A gyors utascsere általában magas peronon, szintben történik. A gyorsvasutak üzemét jelző- és biztosító berendezések támogatják.
- Közúti gyorsvasút (gyorsvillamos): A közúti vasutak, illetve a városi gyorsvasutak a pálya, a jármű és az üzemmód tekintetében jelentős mértékben eltérnek egymástól. Az elmúlt másfél évtizedben e két klasszikus üzemmód határai között kialakult egy új városi vasúti üzem, amelyet az átmenet érzékeltetése miatt nevezünk közúti gyorsvasútnak. A közúti gyorsvasutak közé tartoznak a TramTrain jellegű megoldások is.
Jelenleg Magyarországon közúti gyorsvasúti üzemmel még nem találkozhatunk, de a nyugat-európai országokban sok helyen üzemelnek (német nyelvterületen Stadtbahn, angol nyelvterületen általában LRT = „Light Railway Transit” néven).
- Elővárosi gyorsvasút: a városi agglomeráció különböző pontjai és a városok között teremt gyorsvasúti jellegű kapcsolatot. A nagyvasúttól független üzemben közlekednek, az agglomerációs közlekedés IV. szintje – lásd feljebb.
A Budapest környékén üzemelő HÉV vonalak jelenleg az elővárosi gyorsvasút és a közúti gyorsvasút kategóriája közé helyezhető. A HÉV vonalak jövőbeni modernizálás után (pályafelújítás, peronok megemelése, modern járművek beszerzése, stb.) várhatóan közúti gyorsvasútról beszélhetünk.
- Különleges városi vasutak: a közlekedés alapelemeiben (pálya, jármű, energiaellátás, állomások), illetve üzemvitelben térnek el a többi városi vasúttól. Számos típusa létezik, amelyeket nem lehet egyértelműen csoportosítani, leginkább az alábbi csoportokat érdemes megemlíteni:
  - függővasutak: funkciójukban, kapacitásukban sokszor hasonlíthanak a közúti vasúthoz illetve a városi gyorsvasőúthoz, de a pályaszerkezetük alatt közlekednek.
  - nyeregvasutak (monorail, egysínű vasút): azokat a közlekedési eszközöket tekintjük nyeregvasútnak, amelyeknél a jármű határozottan szélesebb, mint az alatta elhelyezkedő pályaszerkezet. Nyeregvasutakat előszeretettel alkalmazzák Délkelet-Ázsiában.
  - gumikerekű vasutak: elsősorban Franciaországban alkalmaznak gumikerekekkel (is) szerelt járműveket, amelyek feltétlenül előnyösek a zaj és a rezgések csökkentésének szempontjából. Több ilyen metróvonal is közlekedik Párizsban, illetve a VAL (Véhicule Automatique Léger = Könnyű, automatikus jármű) rendszer is gumikerekes járműveket alkalmaz.
  - People Mover (nincs még egységesen használt magyar megnevezése): teljesen automatikus rendszerek, amelyek zárt pályán, sűrűn közlekedtetett kisméretű járművekkel (kabinokkal) szállítják az utasokat. A pálya kialakítása alapján bármelyik előző csoportba is tartozhatna. Több cég is foglalkozik ezek fejlesztésével. Ezen típus célja olyan hálózat kialakítása, amelyen nincsenek viszonylatok, hanem a kabinok mindig az utasok igényeinek és a pályák terheltségének megfelelő irányban közlekednek. (CableLiner, SIPEM)
  - városi mágnesvasutak: a mágnesvasutak (lásd lejjebb) kis sebességű városi közlekedésre szánt formái (Linimo, az egykori berlini M-Bahn, stb.)

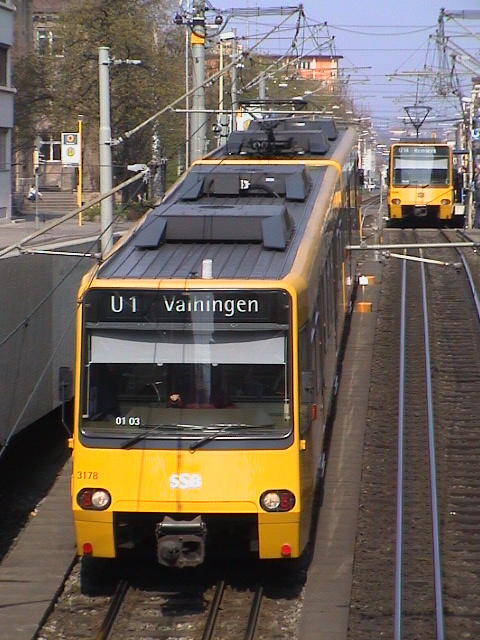
Közúti gyorsvasút: a stuttgarti Stadtbahn
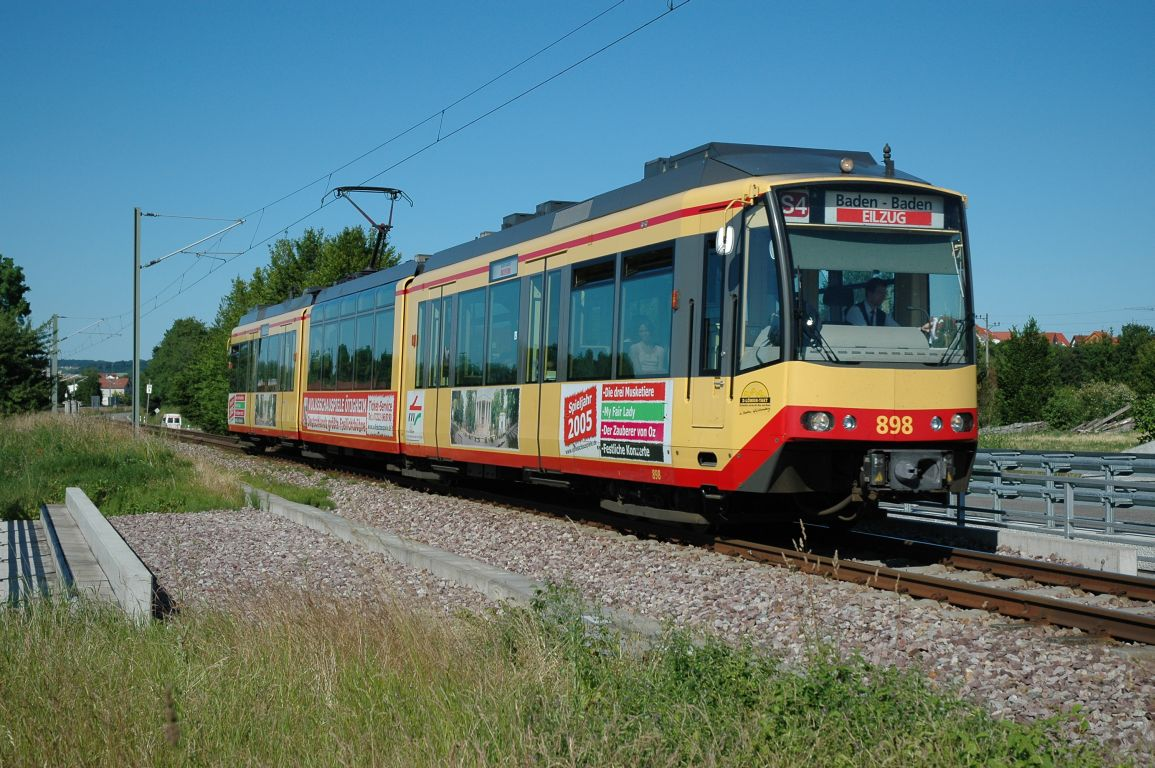
TramTrain A karlsruhei közúti gyorsvasút nagyvasúti fővonalon
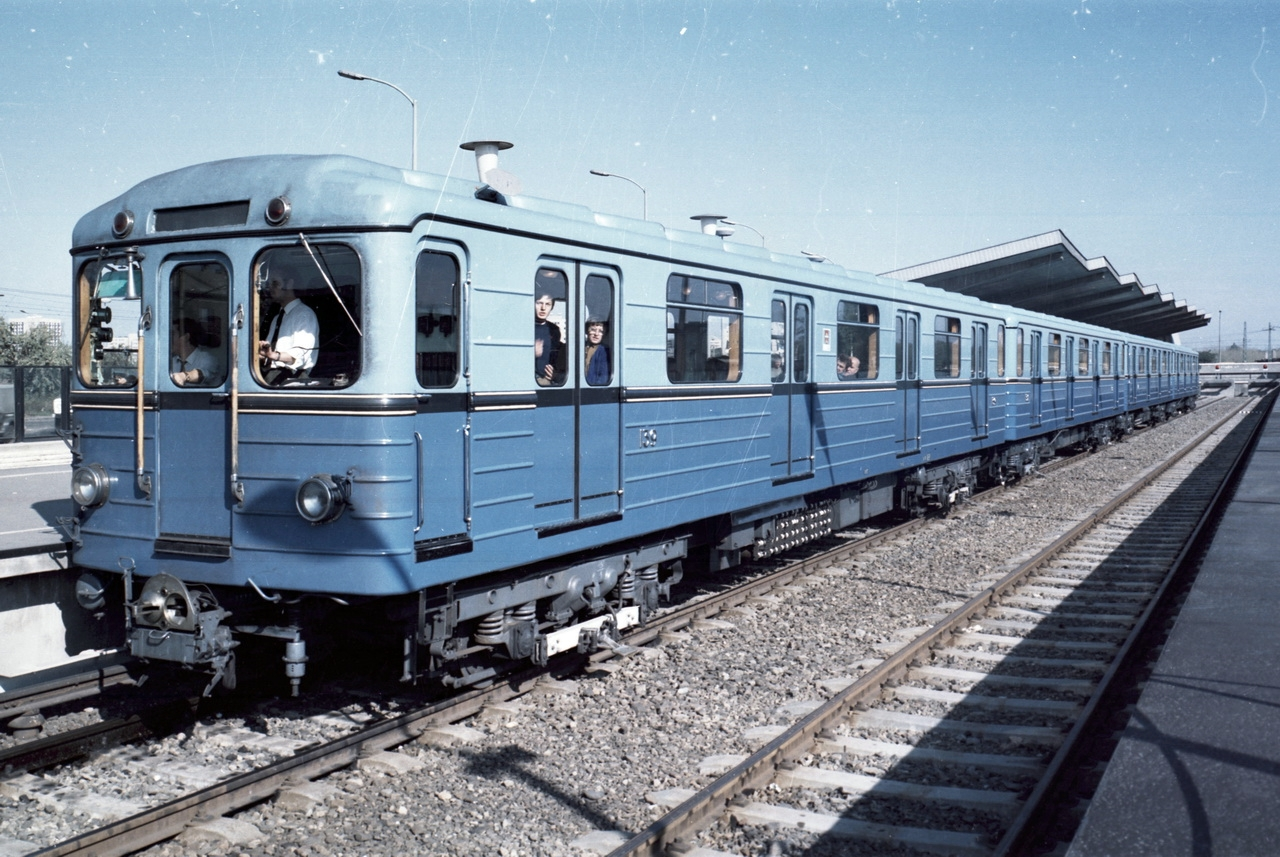
A budapesti metró egy szerelvénye
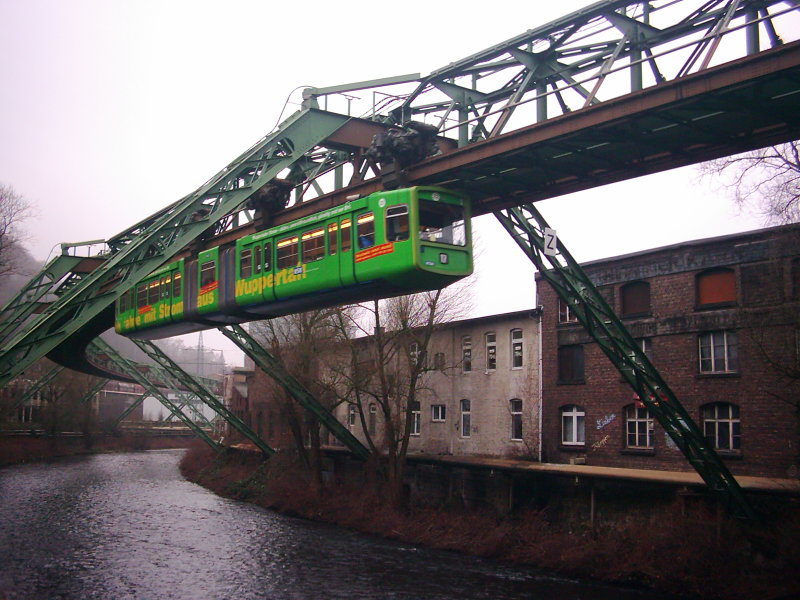
A wuppertali függővasút
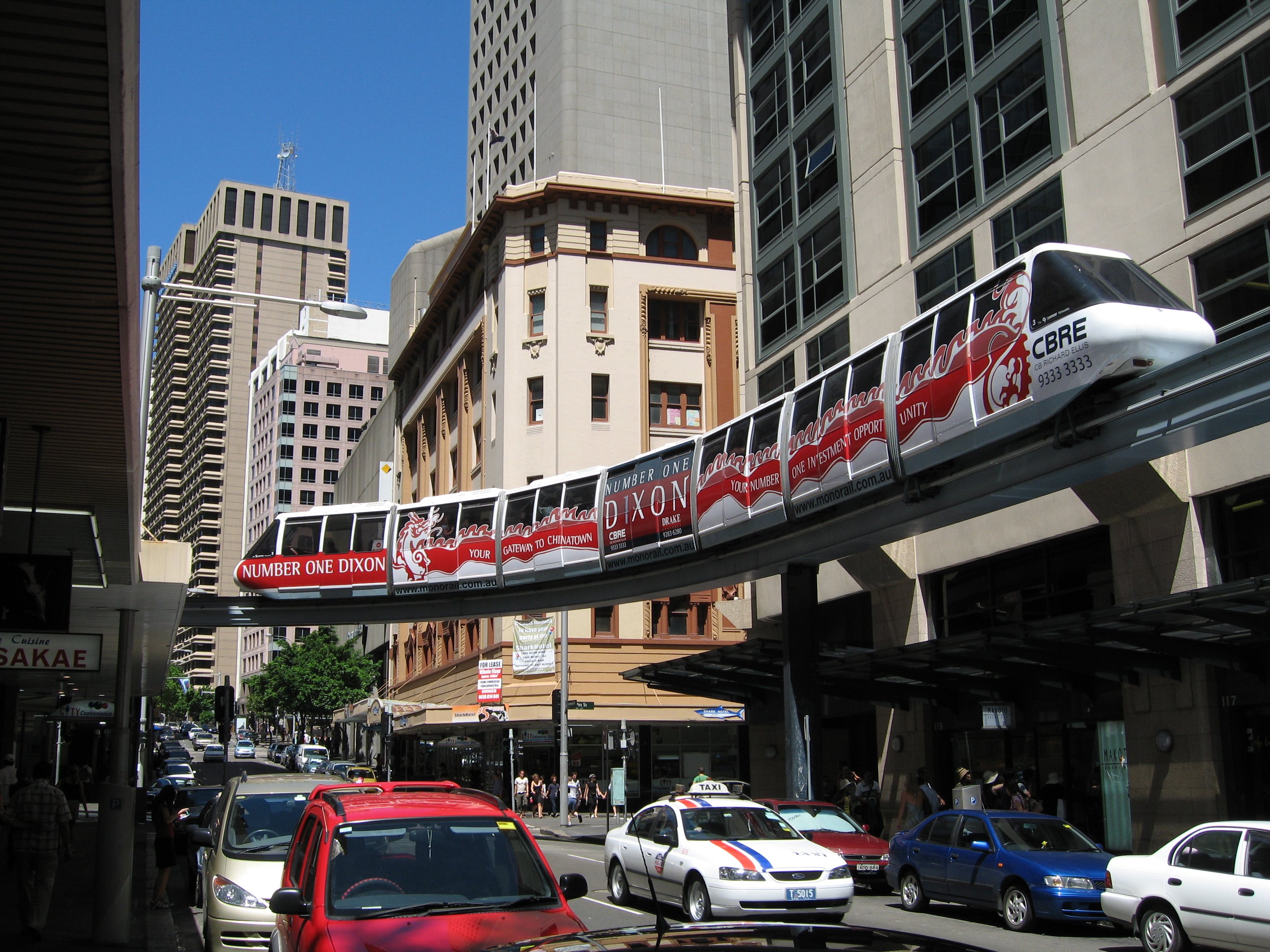
Nyeregvasút Sydneyben
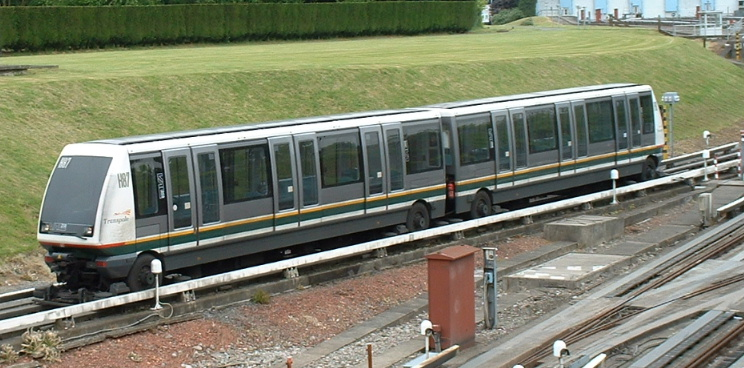
VAL Lille-ben
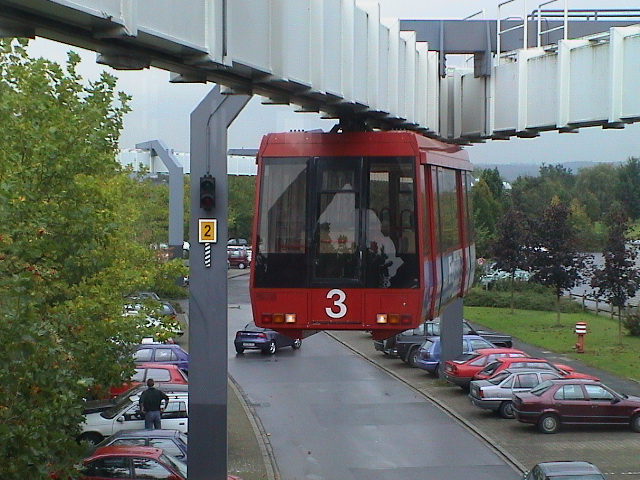
A dortmundi H-Bahn SIPEM (Siemens People Mover)

## Hegyi vasutak
- Fogaskerekű: A fogaskerekű vasutaknál a vonóerő átadása elsősorban nem a kerék és a sínszál között fellépő súrlódás segítségével történik, hanem a sínszálak között elhelyezett fogaslécen vagy fogasrúdon gördülő fogaskerék segítségével. Ennek köszönhetően a fogaskerekű vasutak sokkal meredekebb emelkedőn is képesek közlekedni, mint a hagyományos, adhéziós vasutak.
- Sikló: a hagyományos vasúti pályához hasonló pályaszerkezten közlekedő, de drótkötéllel vontatott kötöttpályás közlekedési eszköz. A legtöbb sikló két kocsival ingaforgalomban közlekedik, de léteznek bonyolultabb rendszerek is, mint például a híres San Franciscó-i kábelvasút, amely valójában burkolt pályájú sikló!
- Kötélpályák: Kötélpályák közé soroljuk az összes olyan közlekedési eszközt, amelynél a járművek kötélre függesztve közlekednek. A kötélpályák között számos csoportot különböztethetünk meg (a működés elve szerint: inga vagy körforgalom, a kötelek száma szerint: egy, kettő, több köteles, a kabinok rögzítése szerint állandó vagy oldható rögzítés).

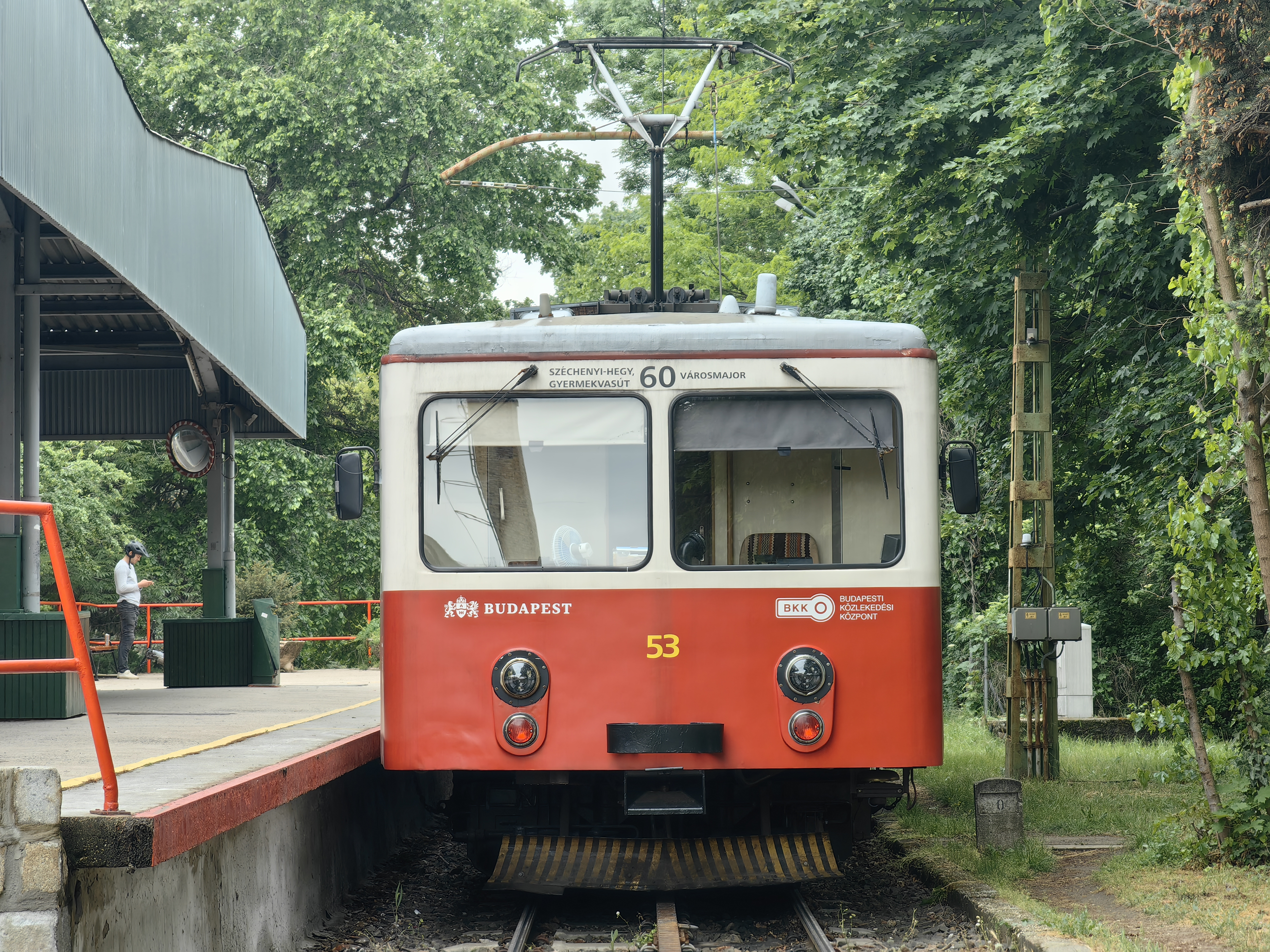
A budapesti fogaskerekű vasút
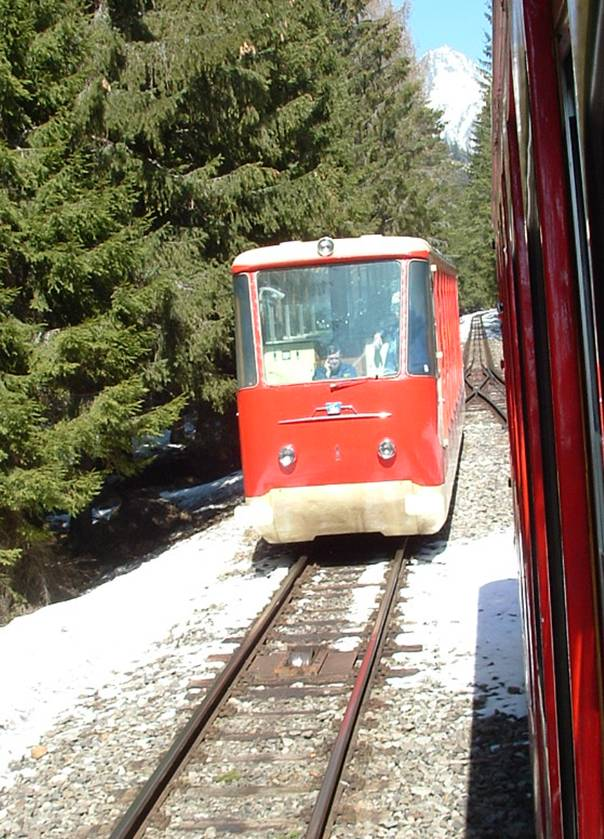
Sikló
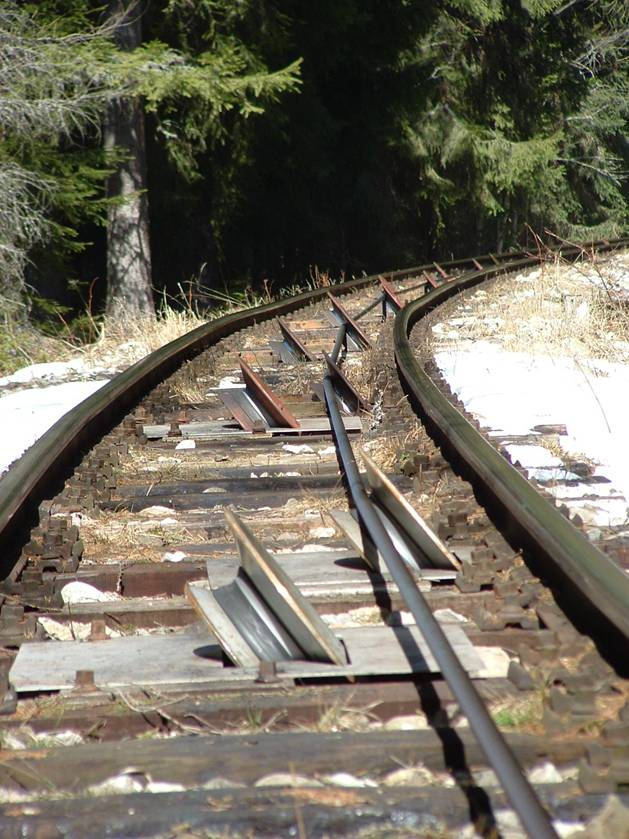
A sikló pályája ívben
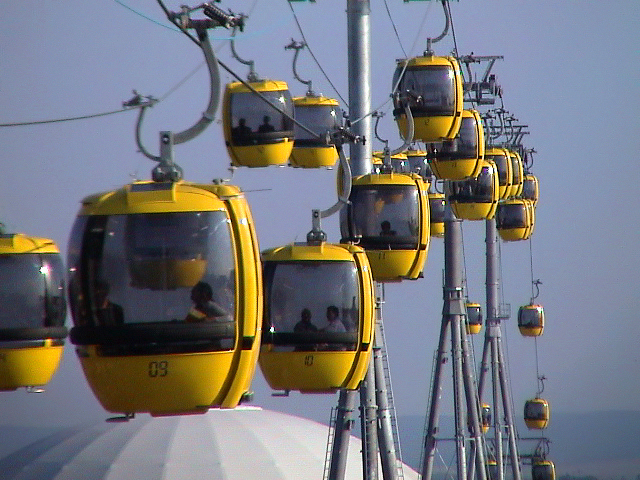
Kötélpálya a 2000. évi Expo-n

## Különleges vasutak
- Mágnesvasút: A jármű vezetését és/vagy meghajtását mágneses mező segítségével oldják meg. Fejlesztése elsősorban Németországban (Transrapid) és Japánban folyik (Maglev).

Az Első kereskedelmi mágnesvasút a Shanghai Transrapid. A mágneslebegtetésű vonat 2004. január 1-jén kezdte meg a működését 30 kilométeres szakaszon a Shanghai Pudong Nemzetközi Repülőtér és a Longyang Road metróállomás között.

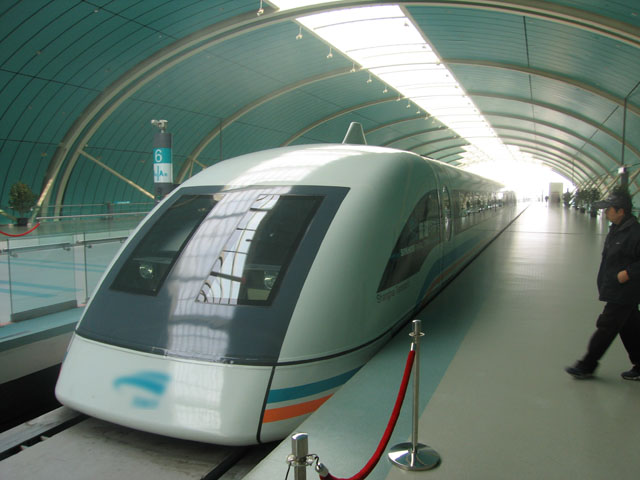
Transrapid Shanghajban
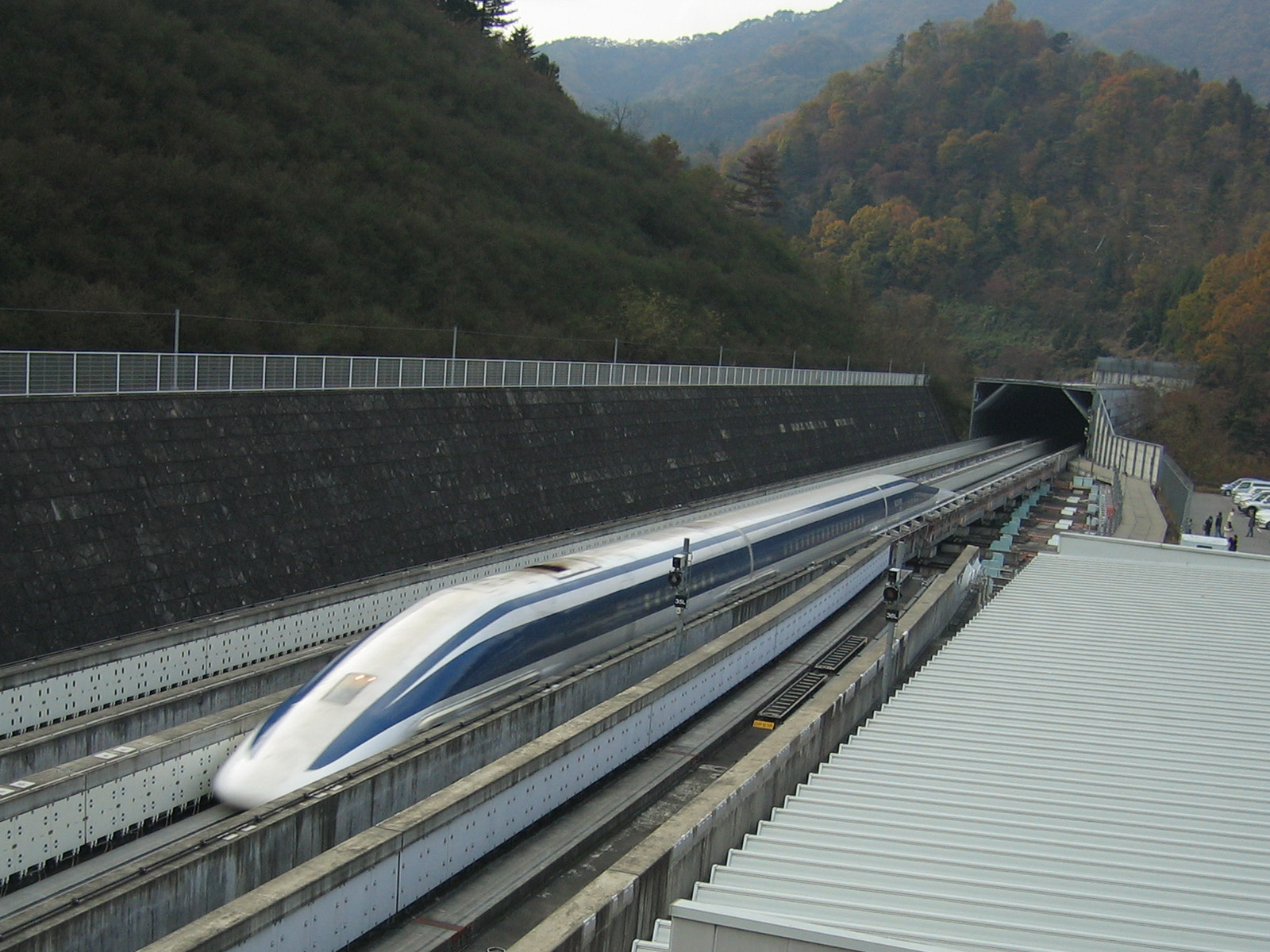
MLX-01 a japán mágnesvasút